# Sarisse
Pour l’article homonyme, voir Sarissa.

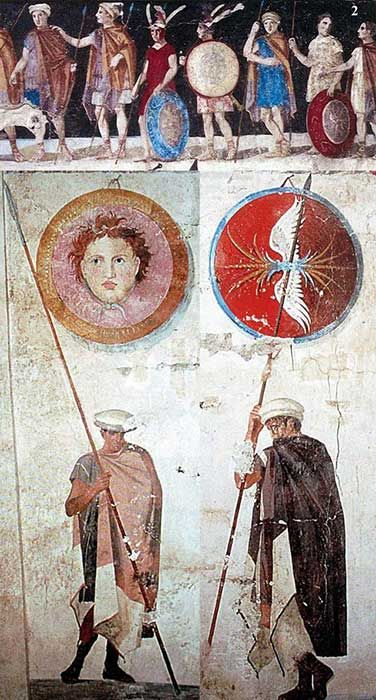
Détail de la fresque d'une tombe d'Ágios Athanásios montrant des guerriers macédoniens portant la sarisse, Thessalonique, fin du

La sarisse (en grec ancien σάρισα / sárissa) est une lance d'une longueur de 4,6 m à 7,6 m à partir du premier quart du IIIe siècle av. J.-C. Cette arme, mise au point en Macédoine sous le règne de Philippe II au milieu du IVe siècle av. J.-C., est utilisée dans les phalanges de sarissophores (« porteurs de sarisses ») durant les conquêtes d'Alexandre le Grand et les guerres des Diadoques. Elle reste en usage dans les armées des royaumes hellénistiques en voyant sa taille augmenter.

## Origines
Homère, à propos d'Hector et d'Ajax, et Xénophon, à propos des Chalybes, rapportent déjà l'existence de lances d'une longueur exceptionnelle.
La sarisse serait apparue dans la phalange macédonienne entre 338 et 336 av. J.-C. Il est possible que Philippe II ait emprunté son usage aux Triballes qu'il combat en 339 : il reçoit en effet selon Démosthène un coup de sarisse à la cuisse, même si l'emploi du terme pourrait être un anachronisme. La première mention de sarisse portée par des Macédoniens provient de Plutarque à propos de la bataille de Chéronée mais elle équipe des cavaliers. Par ailleurs, les plus anciens vestiges, indiscutablement datés, de pointe de fer de sarisse sont associés à la bataille de Chéronée.
La première bataille durant laquelle les sarisses jouent un rôle décisif est la bataille du Granique remportée par Alexandre le Grand sur l'armée perse en 334 : la longueur des sarisses permet aux Macédoniens, pourtant inférieurs en nombre face à des ennemis en surplomb, de repousser les assauts des Perses.

## Caractéristiques

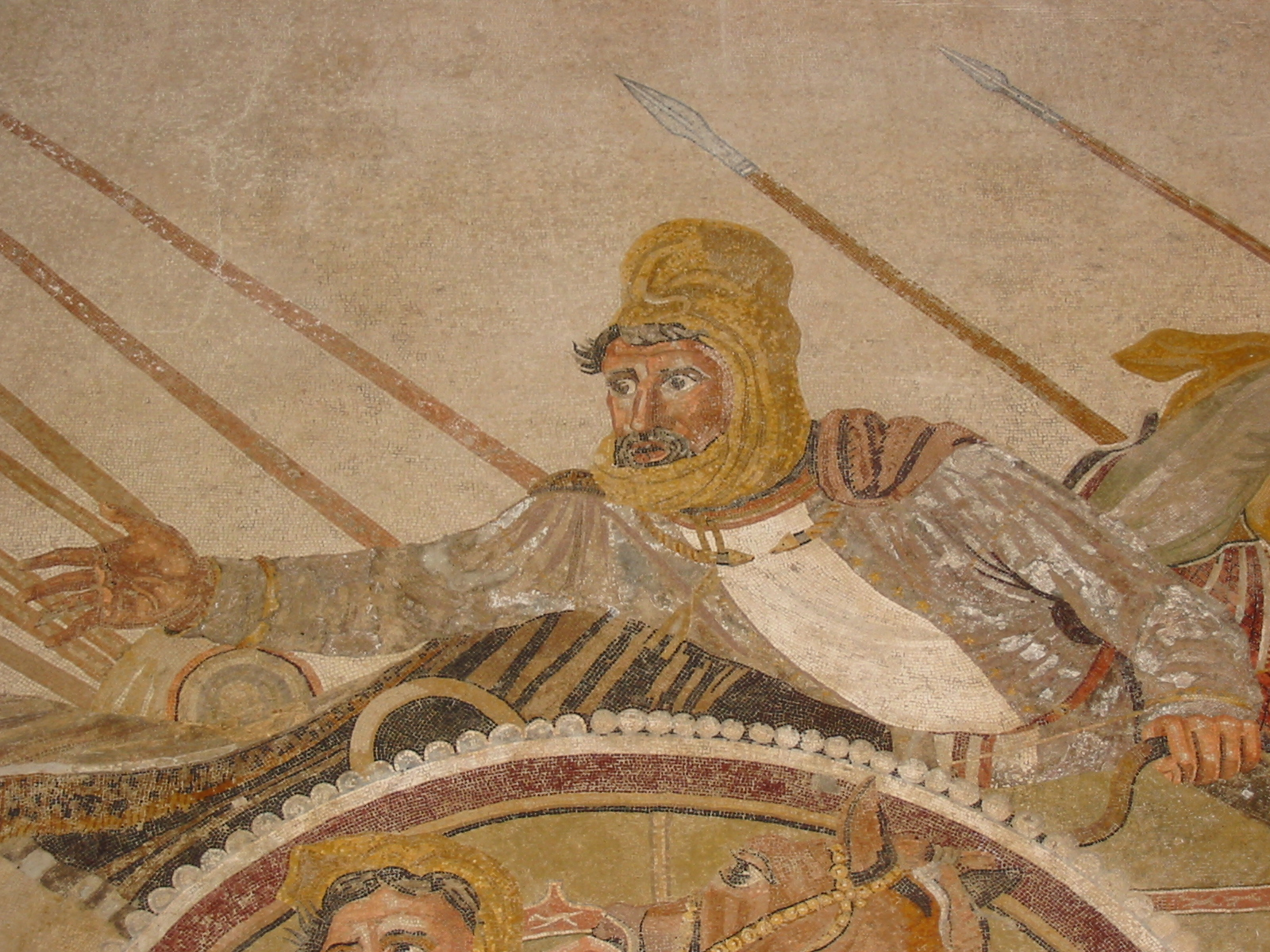
Détail de la mosaïque d'Alexandre montrant des sarisses.

La sarisse comporte une pointe en fer à chaque extrémité : à l'extrémité supérieure une pointe en forme de feuille ou de diamant allongé, à l'autre extrémité une pointe plus courte. Diodore mentionne des pointes de fer durant la campagne d'Alexandre en Inde, tandis que la mosaïque d'Alexandre montre des pointes de sarisses en fer. Une pointe de fer mesurant 45 cm a été retrouvée dans le tombeau de Philippe II à Vergina et son découvreur, Manolis Andronicos, l'attribue à une sarisse. Mais il pourrait s'agir d'une arme d'apparat et non d'une véritable arme de guerre. Selon certains chercheurs la pointe principale serait donc de taille réduite (entre 10 et 15 cm) si on se réfère notamment à la mosaïque d'Alexandre.
Il existe un débat à propos du bois utilisé originellement pour former la hampe de la sarisse. Une première tradition historique affirme que la sarisse est taillée dans le bois de cornouiller mâle (dit cornus mas ou cornouiller sauvage), un bois à la fois dense et souple qui aurait été introduit à Athènes par Xénophon de retour d'Asie après l'expédition des Dix-Mille. Son usage se serait ensuite étendu en Macédoine. Le bois de cornouiller est si largement utilisé en Grèce qu'aux IVe et IIIe siècles av. J.-C., le terme est utilisé dans la poésie pour désigner le mot « lance ». Le bois de cornouiller est en tout cas utilisé pour former la hampe du xyston, la lance des Compagnons à cheval.
Mais une autre tradition stipule que le bois utilisé est le frêne, un bois tout aussi flexible et résistant que le cornouiller mâle. Elle repose sur un texte de Stace, un poète latin du Ier siècle, qui écrit que les Macédoniens manient des lances en frêne. La fiabilité de Stace au sujet des équipements militaires peut être remise en cause, mais il s'agit de la seule source antique explicite sur le bois utilisé pour la sarisse. L'usage du frêne est courant dans l'Antiquité, tandis que la Macédoine est bien pourvue en frêne à l'époque. L'hypothèse selon laquelle la sarisse serait faite de cornouiller proviendrait d'une mauvaise interprétation d'un texte de Théophraste qui écrit que la hauteur du cornouiller mâle correspond à la longueur de la plus longue sarisse.
La sarisse a une longueur comprise entre 4,6 m et 5,3 m à ses débuts (d'après Théophraste, Arrien et Asclépiodote), pour un poids initial de 7 kg. Elle est allongée jusqu'à 7,6 m à partir du premier quart du IIIe siècle av. J.-C. d'après Polybe et Tite-Live. La question qui se pose est de savoir si la sarisse est taillée dans un seul morceau ou si elle comporte deux morceaux qui sont raccordés. La seconde hypothèse semble la plus probable : il est difficile de trouver une hampe droite et solide d'une telle longueur, les deux morceaux seraient donc raccordés au moyen d'une bague métallique dont un exemplaire a été retrouvé dans la tombe de Philippe II.

## Principes tactiques

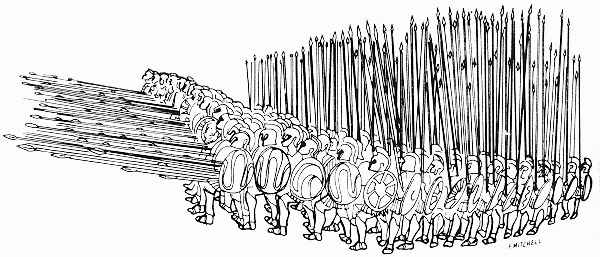
Phalange macédonienne armée de sarisses.

Lorsque les porteurs de sarisses sont rangés en phalange, les sarisses des cinq premiers rangs (sur les 16 rangs initiaux) dépassent le premier rang, formant un mur de piques. Les sarisses des cinq premiers rangs sont donc portées à horizontale tandis que celles des derniers rangs à la verticale, protégeant ainsi la formation des traits adverses. La longueur de la sarisse permet de maintenir à distance l'infanterie adverse et de stopper les charges de cavalerie, présentant à l'adversaire une impénétrable haie de piques pratiquement invincible de front. Grâce à cette arme, l'armure ne devient plus réellement nécessaire, les opposants de la phalange étant inlassablement repoussés par cet infranchissable amas de fer et de bois avant même qu'ils ne puissent porter le moindre coup aux phalangites. La sarisse permet donc de lever une grande quantité de soldats à moindre coût, ceux-ci n'ayant besoin que de leur lance et d'une armure légère. Le phalangite ne porte la sarisse que pendant les batailles rangées et utilise la lance traditionnelle, le xyston, pour les autres missions.
Protégés des attaques au corps à corps et des missiles adverses par leur sarisses, les phalangites peuvent ainsi ne porter qu'une armure légère, un petit bouclier et une épée courte qui leur permet d'effectuer de très longues marches à une vitesse que l'ennemi ne soupçonne pas. Leur vitesse accrue permet aussi une grande efficacité dans les charges. De plus, dans leur formation très serrée, les sarissophores voient leurs masses se combiner lors de la charge, qui est alors susceptible d'enfoncer complètement le dispositif adverse. La courte pointe à sa base permet à la sarisse d'être ancrée à la terre pour arrêter l'avancée des charges adverses ; elle peut servir à remplacer la pointe supérieure si elle vient à casser.
Les sarissophores sont donc d'excellentes troupes défensives, pratiquement impossibles à déloger d'une position, car le mur de sarisses qu'ils présentent à l'ennemi est beaucoup trop dense, long et compact pour que quiconque puisse le traverser. Deux fois plus resserrée qu'une troupe de légionnaires romains par exemple, la phalange peut donc présenter plus d'une dizaine de sarisses à chaque ennemi, qui se trouve donc confronté à deux colonnes de cinq rangées de lances. Ainsi, même si un soldat parvient à passer entre les deux sarisses du premier rang qui lui faisaient face, celles du deuxième, troisième, quatrième et cinquième rang pouvaient alors lui asséner de violents coups, rendant aux ennemis la tâche pratiquement impossible qui se voient constamment repoussés par l'adversaire.
La cavalerie macédonienne (Compagnons ou prodromoi dit aussi sarissophores) peut également être équipée de sarisses, au lieu du xyston, ce qui lui assure un avantage dans la charge frontale, y compris contre des hoplites. La lance est tenue par le milieu, et, comme le montrent le sarcophage d'Alexandre et la mosaïque d'Alexandre, le coup est porté soit en position haute soit en en position basse.
Le seul moyen efficace de contrer une phalange de sarissophores est donc d'attaquer ses flancs, très vulnérables, et d'éviter d'attaquer de face une telle formation hérissée de piques. Apparemment, jamais une phalange macédonienne n'aurait été vaincue lors d'un assaut frontal, ses défaites étant pour la plupart la conséquence d'un encerclement comme aux batailles de Cynoscéphales (197), du Nil et de Corinthe, ou d'une perte de cohésion de la phalange comme aux batailles de Magnésie du Sipyle (190) et de Pydna (168).

## Évolution durant lesIIIeetIIesièclesav. J.-C.
Après les conquêtes d’Alexandre le Grand, l’utilisation de phalanges armées à la macédonienne se généralise de l'Inde jusqu'à la Sicile. Les successeurs d'Alexandre, les Diadoques, luttent les uns contre les autres, voyant les premiers combats entre phalanges aux batailles de Paraitacène (317 av. J.-C.), de Gabiène (316), de Gaza (312) et d'Issos (301). Cependant, les phalanges sont devenues relativement inefficaces dans ces luttes fratricides, s'annihilant mutuellement lorsqu'elles s'affrontent à cause de leur équipement similaire et très léger. Un tel équipement n'est efficace que dans la mesure où les phalangites peuvent se maintenir hors de portée des coups de leurs adversaires grâce à leurs longues sarisses, mais celui-ci devint désuet quand deux systèmes similaires s'affrontent.
Face à ce problème, les sarisses des phalanges des différents royaumes hellénistiques ont eu tendance à s’allonger toujours davantage afin de dépasser celles de l’adversaire, et le maintenir en respect avec ses piques plus longues. Ainsi, dès le début du règne d'Antigone II Gonatas en 274, les sarisses ne mesurent plus 5 mètres, mais 7,5 mètres. Si les sarisses de 5 mètres paraissent légères et maniables après un entraînement intensif, ce n'était pas le cas des sarisses tardives qui sont devenues presque impossibles à manœuvrer car elles sont lourdes et encombrantes. Leur utilisation sur le champ de bataille s'en ressent, ces troupes devenant peu à peu des unités exclusivement défensives, car ayant sacrifié leur mobilité et flexibilité pour une plus grande efficacité contre d'autres phalanges. Mais aussi, dans la mesure où les phalangites ne sont plus à l'abri des coups portés par l'adversaire qui utilise également des sarisses, le bouclier et l'armure sont grandement alourdis, de sorte qu'à Pydna (168) et même auparavant à Cynoscéphales (197), les phalangites sont presque aussi lourdement équipés que les légionnaires romains, en plus de leur très longue pique.

## Déclin des sarissophores
Face à ces phalanges devenues bien trop lourdes et maladroites (en totale opposition avec celles d'Alexandre), les forces romaines ont fini par prendre le dessus. Bien plus flexibles, les légions romaines peuvent envelopper les phalanges et attaquer ses arrières. À Magnésie du Sipyle (190 av. J.-C.) ou aux Thermopyles (191), les phalanges séleucides sont restées immobiles derrière leur palissade de pointes, dans un rôle très défensif. À Pydna, les Macédoniens se sont montrés incapables de réagir comme auparavant à un système militaire relativement souple, ce qui a pourtant fait leur force face aux Perses et aux hoplites grecs, car les fantassins sont gênés par leur propre masse désordonnée.
De telles difficultés semblent ne jamais avoir concerné les phalanges d'Alexandre, qui sont parvenues à traverser l'Orient et ses rudes conditions géographiques, à combattre en Macédoine couverte de forêts, à traverser des rivières en pleine bataille (Granique et Hydaspe), à faire face à un ennemi bien plus nombreux (batailles d'Issos et de Gaugamèles) et ce, sans jamais rencontrer de problèmes de cohésion, restant invaincues durant les deux premiers siècles de leur histoire. Tite-Live, certes peu fiable, estime même que les phalanges tardives, quant à elles, sont « incapables de faire un demi-tour ».
Les souverains hellénistiques se sont lancés dans une perpétuelle surenchère technique, qui n'a fait que limiter l'endurance des phalangites, leur mobilité et la résistance de la sarisse en elle-même, quand les légions romaines, elles, ont privilégié la mobilité et la flexibilité. Dès la fin du IIIe siècle, les phalanges telles qu'imaginées par Philippe II sont mortes. Le combat à la sarisse perdure jusqu'à l'annexion du royaume d'Égypte par Rome en 30 av. J.-C. et même jusqu'à la liquidation du royaume de Commagène en 72.

## Postérité
Le combat à la sarisse a largement influencé les piquiers suisses du Moyen Âge. Ceux-ci ont contribué à la fin de l'époque de la chevalerie, remportant des batailles éclatantes en infériorité numérique face aux meilleures armées d'Europe. Considérés comme les meilleurs fantassins de leur temps, les piquiers suisses ont obtenu leur indépendance du Saint-Empire germanique et lutté à travers l'Europe en tant que mercenaires de luxe. 
Elle a également inspiré la création du Tercio, une unité administrative et tactique de l'infanterie espagnole de 1534 à 1704, subdivisée à l'origine en dix, puis douze compagnies composées de piquiers, escrimeurs et arquebusiers ou mousquetaires. Les piquiers cassaient les charges de cavalerie et d’infanterie, les arquebusiers écrémaient les troupes à distance protégées par les escrimeurs au corps à corps ainsi que les piquiers.
La polyvalence de cette troupe d’infanterie lui permettait de vaincre les troupes qui combattaient au corps à corps, principalement la cavalerie et l’infanterie de l’époque.